# Старе Поле (Свентокшиське воєводство)
Старе Поле (пол. Stare Pole) — село в Польщі, у гміні Ґоварчув Конецького повіту Свентокшиського воєводства.
У 1975-1998 роках село належало до Радомського воєводства.